# Restaurant Sportforum Leipzig

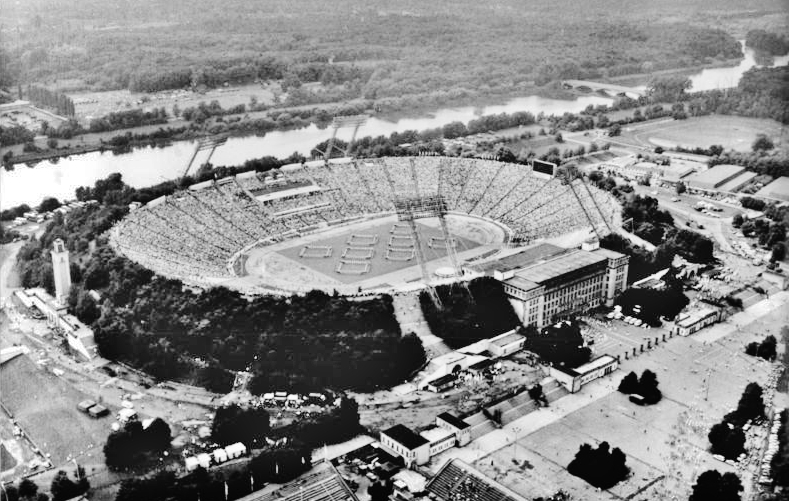
Zentralstadion mit Empfangsgebäude, 1987

Das Restaurant Sportforum war eine Gaststätte im fünfstöckigen Verwaltungs- und Empfangsgebäude des Leipziger Zentralstadions („Stadion der Hunderttausend“). Die Gaststätte befand sich mittig in dem geschichtlich imposanten Haus, welches 1956 eröffnet wurde.

## Bau
Der verantwortliche Chefarchitekt war Karl Souradny, die Gestaltung des Zentralgebäudes erfolgte im Stil der „nationalen Tradition“.

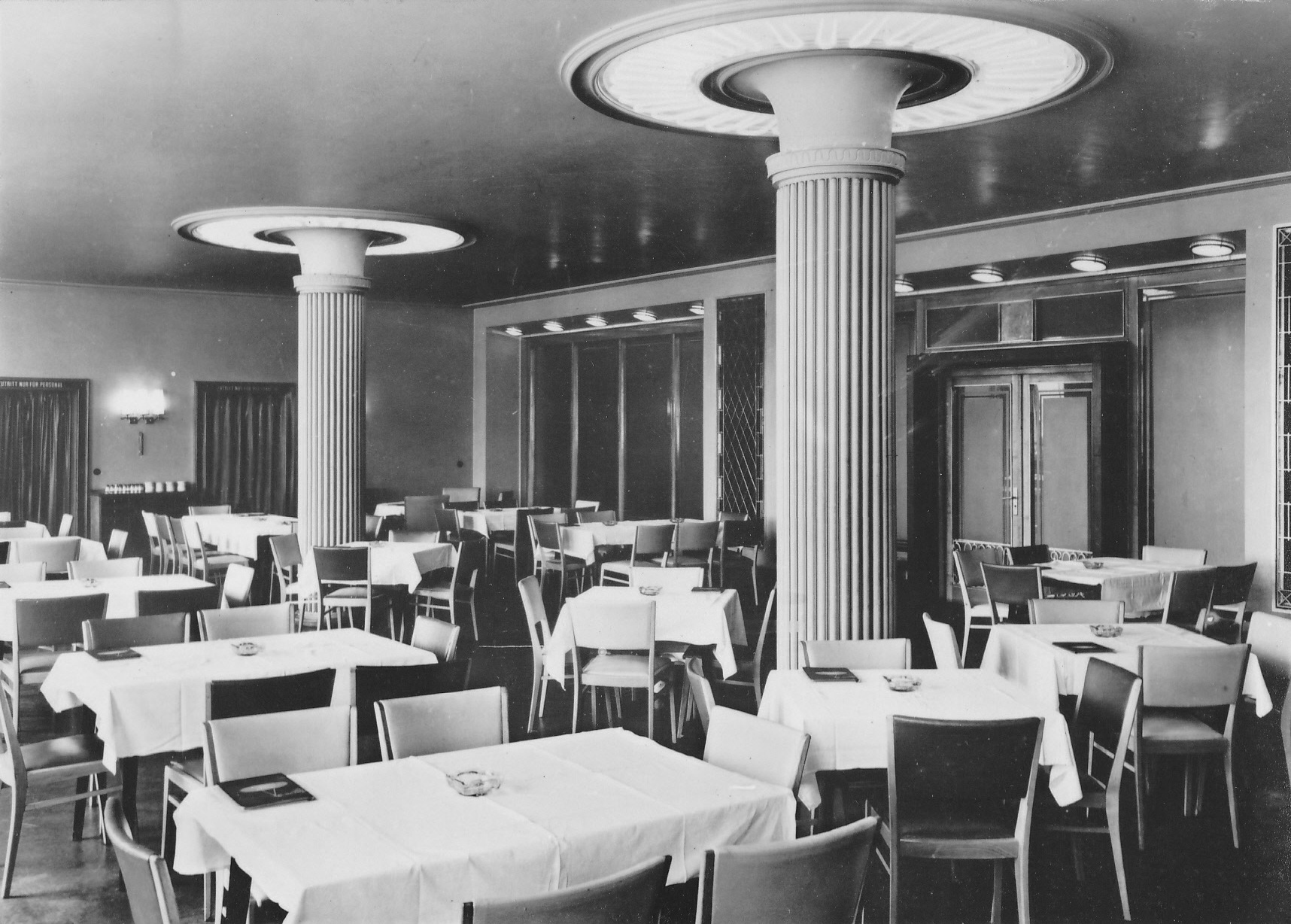
Restaurant Sportforum innen, 1971

## Ausstattung
Das Restaurant im ersten Obergeschoss hatte einen Gastraum, einen Saal mit Foyer und Garderobe. Die Räumlichkeiten des Gastronomiebetriebes waren im Stil der Nachkriegsmoderne gestaltet und funktionell für einen Veranstaltungsbetrieb ausgelegt. Charakteristisch dafür waren die Pilzsäulen, die im optischen Mittelpunkt des Raumes standen.

## Nutzung
Das Restaurant Sportforum war zuständig für die Stadionversorgung, für das Catering in der Ehrenloge und dem Pressebereich, für Veranstaltungen im Schwimmstadion und für den täglichen Restaurationsbetrieb. Bei internationalen Fußballspielen mit 100.000 und mehr Besuchern erfolgte die zusätzliche Installation von Feldküchen und Getränkeständen auf der Dammkrone. Am 9. Mai 1971 zum ausverkauften EM Qualifikationsspiel DDR – Jugoslawien mit einer offiziellen Zuschauerzahl von 100.000 wurden u. a. 40.000 Bockwürste an die Besucher verkauft.
Anlässlich des ersten Schwimmländerkampfes DDR-USA am 3. und 4. September 1971 im Leipziger Schwimmstadion besuchten jeweils 7000 Gäste das Gelände des Sportforums. Für eine kulinarische DDR-Premiere sorgte dabei das Restaurantteam unter Leitung von Thomas Schaufuß mit der Präsentation von verschiedenen Varianten des amerikanischen Schnellgerichtes „Hamburger“ für die USA-Sportler um Mark Spitz. Später wurde dann die „Grilletta“ als Ersatz für den „Hamburger“ in die ostdeutsche Esskultur bis zur politischen Wende integriert.
An den Wochentagen belieferte die Gaststätte eine Schule mit 300 Portionen Mittagessen. Des Weiteren befand sich im Hauptgebäude die zentrale Eisherstellung für die staatliche Gastronomieorganisation Leipzig.